# Premasticación
La premasticación es el acto de masticar comida con el propósito de descomponerla físicamente para alimentar a otro que no es capaz de masticarla por sí mismo. Esto lo realiza frecuentemente la madre o los familiares de un bebé para producir alimento para bebés que el niño pueda consumir durante el proceso de destete. La comida masticada, en forma de un bolo, se transfiere de la boca de un individuo a otro, ya sea directamente de boca a boca, mediante utensilios, manos, o se cocina o procesa adicionalmente antes de la alimentación.
Este comportamiento fue común a lo largo de la historia y las sociedades humanas, y se ha observado en animales no humanos. Aunque la premasticación es menos común en las sociedades occidentales actuales, fue una práctica habitual y aún se lleva a cabo en culturas más tradicionales. Aunque los beneficios para la salud de la premasticación aún están siendo activamente estudiados, la práctica parece conferir ciertos beneficios nutricionales e inmunológicos al infante, siempre que el cuidador esté en buena salud y no esté infectado por patógenos.

## Orígenes
Se postula que la premasticación y la alimentación de boca a boca en humanos evolucionaron a partir de la regurgitación de comida de padres a crías o de macho a hembra (alimentación de cortejo) y se ha observado en numerosos mamíferos y animales de otras especies, incluyendo insectos sociales depredadores. Por ejemplo, el comportamiento de pedir comida observado en lobos jóvenes, perros salvajes y ciertas especies de gaviotas, que implica que los jóvenes se acerquen al pico o la boca del adulto con la suya y abran la boca o froten, tras lo cual el adulto regurgita porciones de comida para alimentar a los jóvenes. Sin embargo, en los animales mencionados, este comportamiento de frotar y otros tipos de contacto de boca a boca también se utilizan para la vinculación, socialización y cortejo.

### En simios
Los orangutanes jóvenes también piden comida mediante este contacto y, en consecuencia, sus cuidadores regurgitan para alimentarlos. De hecho, los comportamientos de alimentación de boca a boca de comida premasticada y el contacto ritualizado de boca a boca para la vinculación han sido observados en simios antropoides como gorilas, orangutanes y chimpancés. Todo esto respalda la idea de que los comportamientos humanos de besar y alimentar con alimentos premasticados, ya sea directa o indirectamente desde la boca, tienen sus raíces conductuales en animales superiores y grandes simios ancestrales.

### Precursor del beso humano
Hay una gran similitud en la ejecución de la alimentación por beso y los besos humanos (p. ej., beso francés); en la primera, la lengua se usa para empujar comida de la madre al niño, con el niño recibiendo tanto la comida como la lengua de la madre en movimientos de succión, y el segundo simplemente omite la comida premasticada. De hecho, observaciones a través de varias especies y culturas confirman que el acto de besar y la premasticación probablemente evolucionaron a partir de comportamientos de alimentación basados en relaciones similares.

## Historia y cultura
Se han encontrado registros escritos de premasticación en el Antiguo Egipto, aunque la práctica probablemente se remonta a tiempos prehistóricos y a ancestros no humanos. Por ejemplo, en el papiro médico Ebers del Antiguo Egipto, se instruía a una madre a dar un remedio médico a un niño a través de la premasticación. En la cultura romana del siglo V d. C., la premasticación de la comida de los bebés por parte de los cuidadores también era común, aunque la falta de saneamiento junto con la práctica contribuía a la mortalidad infantil. Los bebés en la Europa medieval eran alimentados con una variedad de alimentos triturados, premasticados o pan ablandado con líquidos.
Debido a las actitudes en la medicina occidental en las décadas de 1940 y 1950, las culturas y sociedades nativas americanas y fiyianas fueron fuertemente disuadidas de practicar la premasticación debido a preocupaciones sobre la higiene de la práctica. Sin embargo, la falta de conocimiento sobre la premasticación y su prohibición por misioneros y médicos causaron, en cambio, anemia severa en los bebés de la población, o resultaron en bebés y niños desnutridos privados de alimento.
Aunque es menos prevalente en las sociedades occidentales modernas postindustriales, la oferta de alimentos premasticados a bebés se encuentra en muchas culturas tradicionales y ofrece a sus bebés numerosos beneficios. En América del Norte, la premasticación todavía es comúnmente utilizada por madres negras e hispanas, y comúnmente utilizada por mujeres de los pueblos inuit y aleutianos.
En muchas culturas humanas, el acto de premasticación y la alimentación directa de boca a boca está vinculado con la muestra de afecto, conocido como alimentación por beso. En las culturas manus de las Islas del Almirantazgo, el acto de premasticación ha sido utilizado por las mujeres para recordar a los niños y descendientes sus obligaciones hacia ella. Algunas culturas humanas, como las personas de Papúa Nueva Guinea, de hecho usan el contacto de boca a boca principalmente para alimentar comida premasticada, con el beso sexual observado solo después de la llegada de los europeos. Se cree que esta forma de alimentación evolucionó hacia los actos humanos modernos de besar y beso francés.
Muchas sociedades occidentales tienen fuertes aversiones hacia la premasticación, las cuales han sido comparadas con sus críticas y aversiones similares hacia la lactancia materna en generaciones anteriores por una lógica similar, con las mismas sociedades considerando la lactancia materna como una práctica desagradable realizada solo por las clases bajas sin educación o culturas extranjeras y alterando políticas de salud en detrimento de la salud infantil. A finales de la década de 1800, la comunidad médica de Texas estuvo envuelta en un debate sobre la premasticación, con aquellos que apoyaban la práctica argumentando sus beneficios y aquellos en contra afirmando que es "sucia y repulsiva y... bárbara".

## Salud
El acto de premasticación se encuentra comúnmente en todas las sociedades y poblaciones humanas, aunque es menos prevalente en algunas que en otras. La evolución y la ventaja selectiva de los comportamientos de premasticación radican en que complementa la dieta infantil de leche materna al proporcionar acceso a más macro y micronutrientes, así como enzimas digestivas. Aunque las enfermedades pueden transmitirse a través de la saliva en los alimentos pre-masticados, los beneficios conferidos superaron cualquier riesgo de la práctica durante la evolución del comportamiento humano. Además, desalentar la premasticación como prevención de la transmisión de enfermedades puede resultar tan desastroso como política de salud pública infantil como cuando se desalentó la lactancia materna a finales de los 80 y principios de los 90. En poblaciones con cuidadores saludables, la premasticación no está correlacionada con consecuencias negativas para la salud, con los beneficios potenciales y las desventajas de esta práctica dependiendo en gran medida de las circunstancias dietéticas y médicas del proveedor y del niño.
El verdadero alcance de los beneficios de la premasticación y su prevalencia en diferentes sociedades aún está bajo investigación, aunque parece haber cierto consenso sobre los beneficios nutricionales de la práctica. Como una comorbilidad con la salud y educación del cuidador, así como el acceso de la sociedad a una atención médica y nutrición adecuadas, los impactos de la premasticación en la salud infantil requieren más estudios y ensayos antes de la introducción de políticas que fomenten o desalienten su práctica.